# Xanthostemon lateriflorus
Xanthostemon lateriflorus är en myrtenväxtart som beskrevs av André Guillaumin. Xanthostemon lateriflorus ingår i släktet Xanthostemon och familjen myrtenväxter. Inga underarter finns listade i Catalogue of Life.